# Mur pour la Paix
Le Mur pour la Paix est un monument élevé en mars 2000 devant l'École militaire, sur le Champ-de-Mars, dans le 7e arrondissement de Paris, et démonté en juin 2020 après des années de contestation des riverains. Depuis, le nouveau lieu d'édification de ce monument sur l'avenue de Breteuil fait l'objet de controverses.
Réalisé par l'artiste Clara Halter et l'architecte Jean-Michel Wilmotte, son but est de célébrer la Paix, en affichant ce mot dans un grand nombre de langues et en permettant d'y glisser des messages de paix, à l'image du Mur des Lamentations de Jérusalem.

## Description
Il a été réalisé par l'artiste Clara Halter et l'architecte Jean-Michel Wilmotte. Ils ont installé ce monument célébrant la paix dans un endroit qui est précisément un symbole de la guerre (le Champ-de-Mars tire son nom de Mars, le dieu de la guerre dans la mythologie romaine, et l'École militaire se trouve à proximité). Il devait être initialement placé devant le siège de l'UNESCO.
Le Mur pour la Paix est constitué d'une charpente métallique habillée de bois, d'inox et de verre. Il mesure près de 16 mètres de longueur, 13 mètres de largeur et 9 mètres de hauteur. Sur les grandes façades de verre est écrit le mot « paix » en 49 langues différentes.
Cette œuvre s'inspire directement du Mur des Lamentations de Jérusalem puisque les visiteurs peuvent laisser un message de paix dans les fentes prévues à cet effet, ou envoyer un message de paix depuis le site web ou, à partir de 2003, des bornes interactives, les messages étant alors affichés sur des écrans situés dans le monument. Le site comporte également des messages de paix de personnalités.
Le site a été un lieu de rendez-vous pour des militants des droits humains,,.

## Controverses

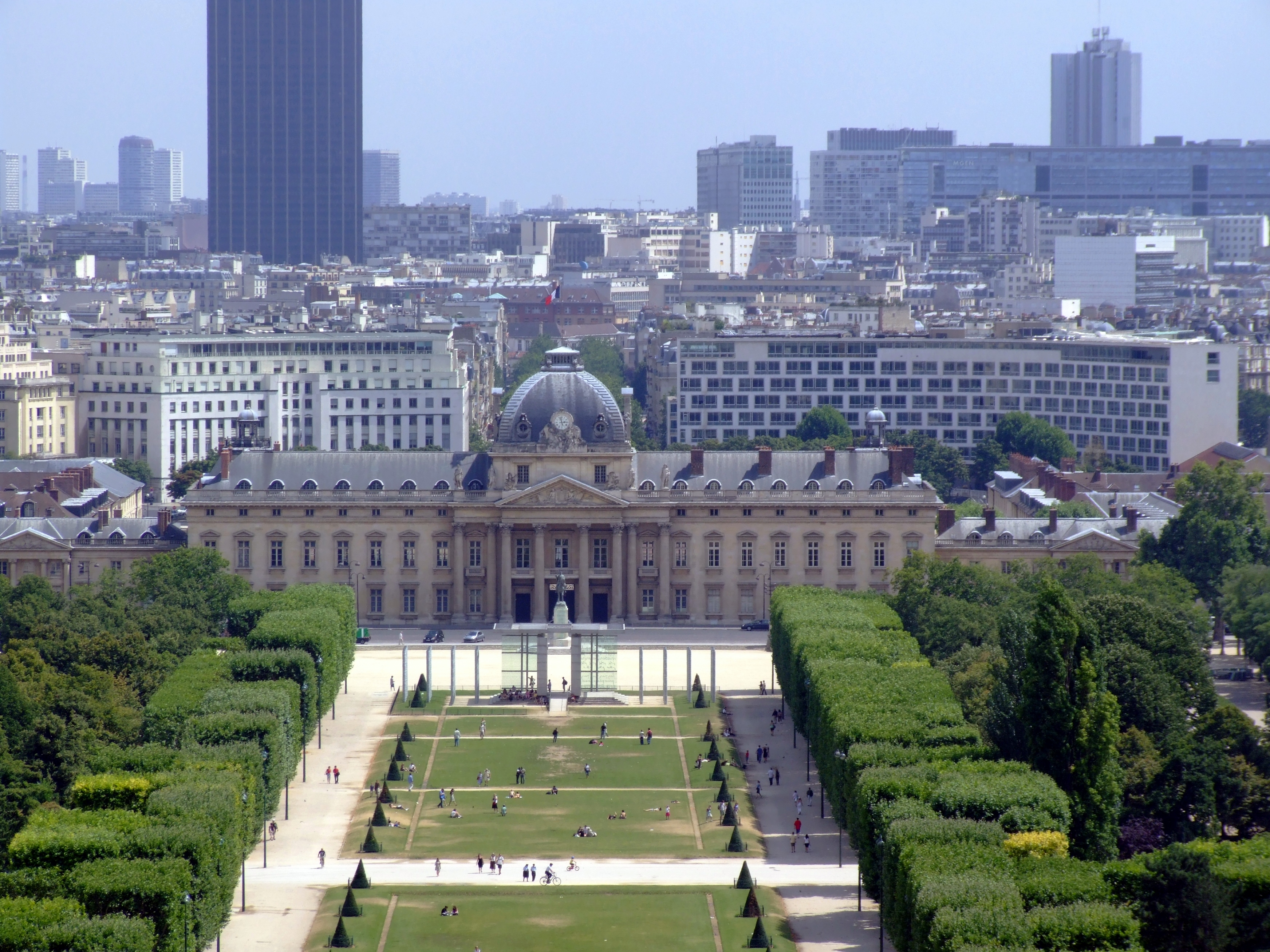
Vue sur le Champ-de-Mars depuis le premier étage de la tour Eiffel, avec le Mur pour la paix et l'École militaire.

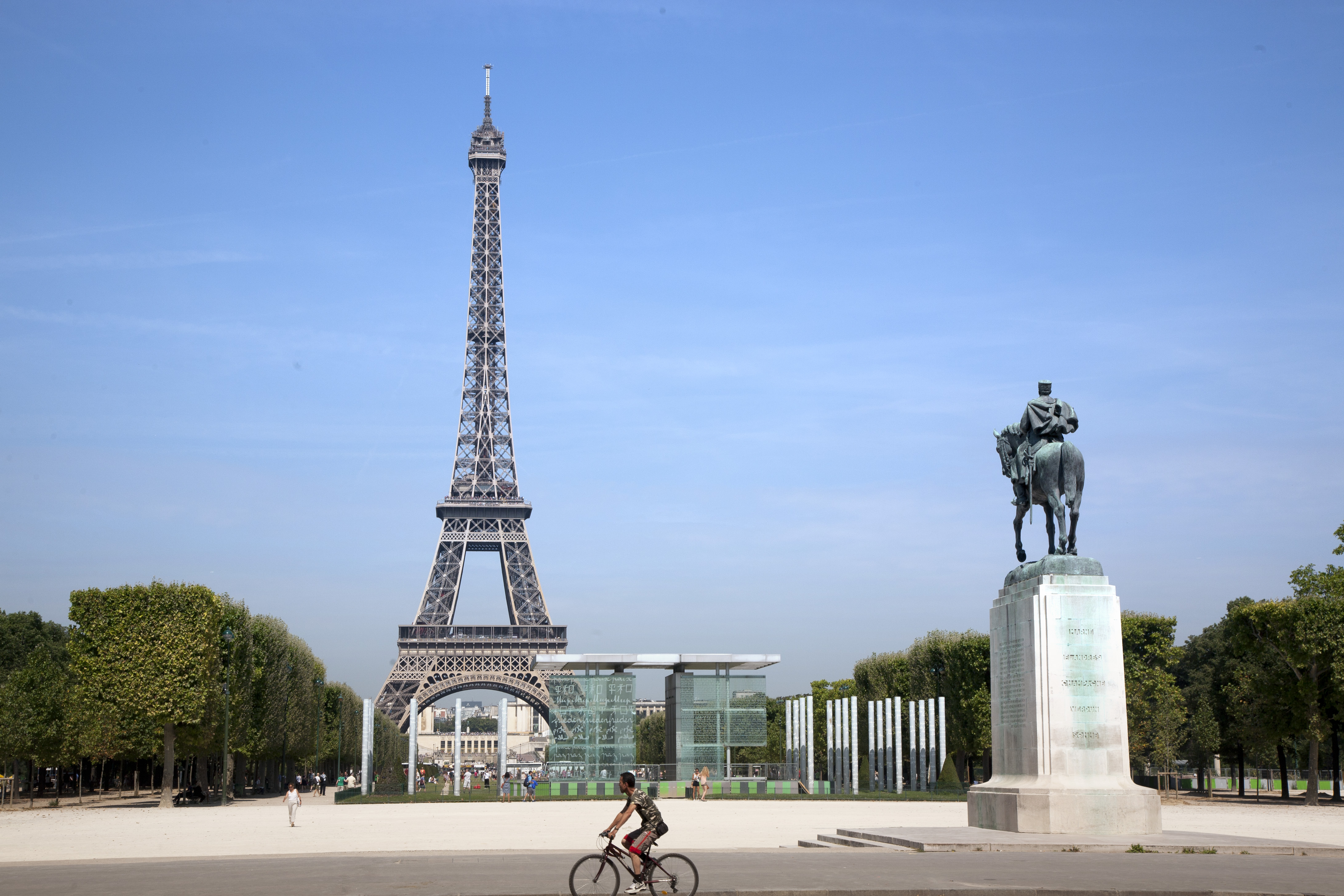
Vue sur la tour Eiffel depuis l'École militaire, avec le Mur pour la Paix et la statue équestre du maréchal Joffre.

Le Mur pour la Paix est à l'origine une installation éphémère pour trois ou quatre mois dans le cadre des célébrations de l'an 2000. Il est inauguré le 30 mars 2000 par le président de la République, Jacques Chirac.
Depuis, ce monument fait depuis l'objet de vives controverses, tant sur sa valeur artistique que sur son emplacement et la légalité de son installation. Ainsi, l'association des Amis du Champ-de-Mars déplore la rupture qu'il engendre dans la perspective entre l'École militaire et la tour Eiffel,. L'enchevêtrement de responsabilités entre la Mairie de Paris, le ministère de la Culture et la préfecture de police favorise ces controverses. Selon certains élus parisiens, ce monument aurait été installé dans l'illégalité, érigé sans permis de construire. En 2020, Marek Halter admet finalement : « Sur le Champ-de-Mars, je n'étais pas en règle sur le plan juridique ».
La maire du 7e arrondissement, Rachida Dati, réclame avec force son démontage et sa réinstallation à un autre endroit (par exemple à La Villette, le long du canal de l'Ourcq, place Balard près du nouveau ministère de la Défense et même à Oradour-sur-Glane), et a lancé une pétition « pour le respect de la perspective classée du Champ-de-Mars ». L'écrivain Marek Halter, époux de l'auteure du monument, défend vigoureusement l'œuvre et sa localisation et a cité Rachida Dati en diffamation, sa lettre ouverte suggérant que les époux Halter profiteraient financièrement des frais d'entretien du mur. Le 22 novembre 2011, le Tribunal condamne Rachida Dati pour diffamation à une amende de 2 000 € avec sursis, auxquels s'ajoutent 4 000 € de dommages et intérêts et 3 000 € pour couvrir les frais de procédure. Le 6 mai 2014, la Cour de cassation casse sans renvoi la condamnation de Rachida Dati, estimant que les propos « ne dépassaient pas les limites admissibles de la liberté d'expression ».
En 2010 est créée l'Association pour la pérennisation du Mur pour la paix au Champ-de-Mars (APMPCM) avec le soutien de Jean-François Copé, de Lionel Jospin, de Martine Aubry, de Jean-Pierre Raffarin, d'Ivan Rioufol, d'Audrey Pulvar, de SOS Racisme, de la Fondation Abbé-Pierre, de la Licra, du CRIF, du CRAN, ou de Christofle, entre autres.

## Vandalisme

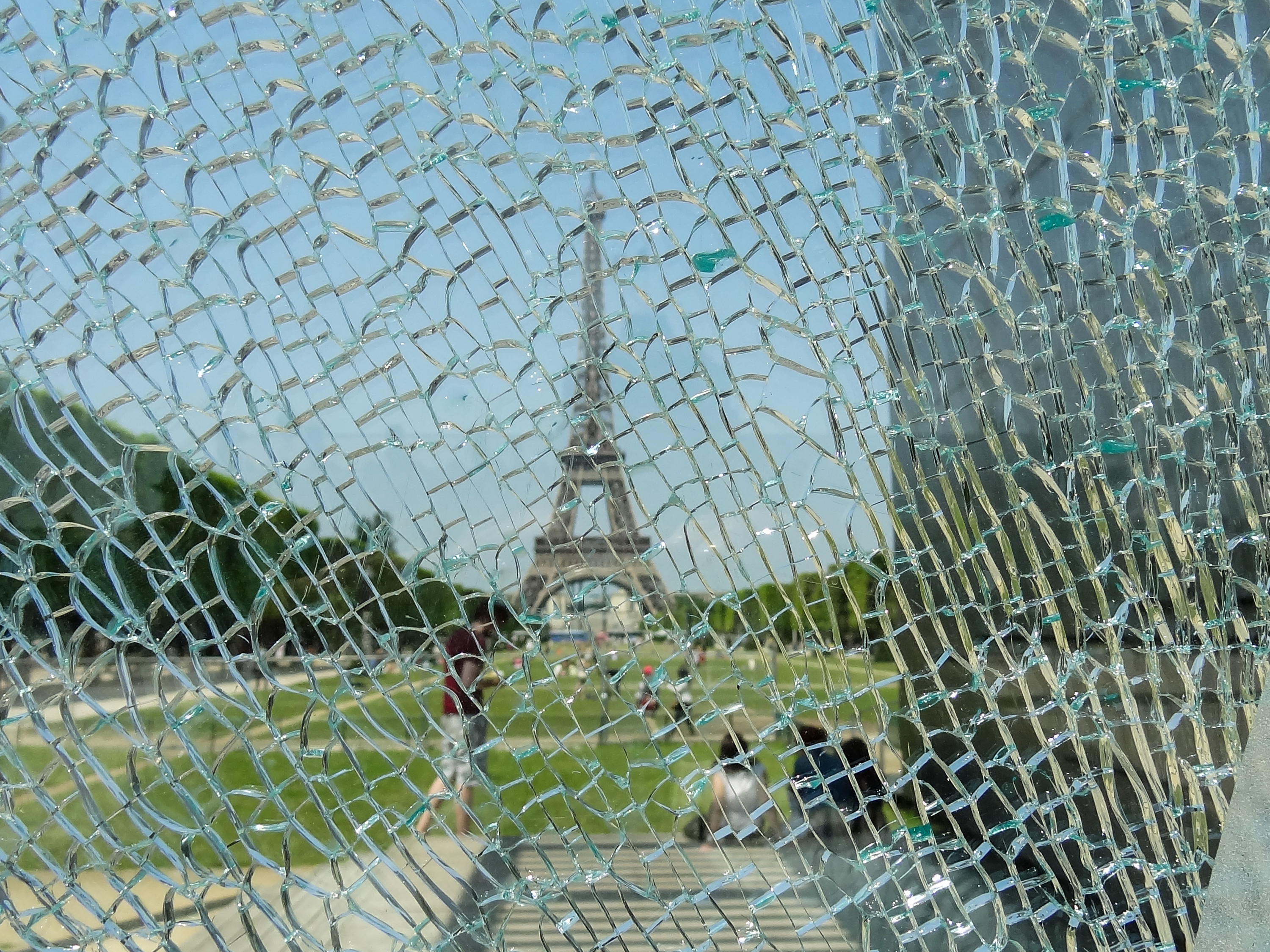
La tour Eiffel vue au travers d'un panneau de verre brisé du Mur pour la Paix.

Le monument a été vandalisé à de multiples reprises, cassé ou souillé par des graffitis racistes et antisémites, notamment en juin 2005, juillet 2005, avril 2008, janvier 2009, août 2010, février 2011, janvier 2014 et mars 2014.
En 2011, l'avocat des époux Halter déclare que le mur leur a déjà coûté 27 000 € en entretien.
En 2015, protégé par des grilles, son accès est la plupart du temps interdit au public, bien que des visites guidées y soient organisées, notamment lors des jours fériés suivants : 1er janvier, Pâques, lundi de Pâques, Ascension, 8 mai, Pentecôte, lundi de Pentecôte, 14 juillet, 15 août, 1er novembre, 11 novembre et 25 décembre.

## Déplacement
En juin 2020, Marek Halter annonce avoir conclu un accord avec l'État et la ville de Paris, afin de déplacer l'œuvre sur les pelouses de l'avenue de Breteuil, en face des Invalides ; des travaux d'un mois sont nécessaires, commençant fin mai. Une nouvelle version de l'œuvre, restructurée, est alors proposée.
Le monument est démonté du Champs-de-Mars afin de laisser la place au Grand Palais éphémère, qui doit être érigé à cet emplacement en 2021.
Ce « transfert » du nouveau Mur provoque les critiques de nombreux riverains de l'avenue de Breteuil. Ils dénoncent l'absence de concertation concernant cette installation, la perspective bouchée ou encore la dalle de béton de 150 m2 qui doit être coulée sur les pelouses afin d'accueillir l'édifice. Dans ce cadre, un collectif de riverains se constitue et lance une pétition. Une rencontre est organisée à la Mairie de Paris avec Marek Halter, des élus EELV et des membres du collectif, qui ne permet pas de trouver une solution, ce qui conduit le Collectif Breteuil à introduire un recours gracieux. Par un vœu de 17 décembre 2020, le Conseil de Paris reconnaît que le projet a été mené sans concertation et qu'il convient de trouver un lieu alternatif. Le Collectif Breteuil introduit un recours contentieux devant le Tribunal administratif de Paris[réf. souhaitée]. Le projet ne parvient pas à obtenir un avis favorable de l'architecte des bâtiments de France. Par un jugement en date du 6 juillet 2023, le Tribunal administratif de Paris annule le permis de construire et condamne la Mairie de Paris à indemniser les requérants. Le 12 septembre 2023, le greffe de la Cour administrative d'appel de Paris constate l'absence de recours contre le jugement du Tribunal administratif et, en conséquence, le caractère définitif du jugement du Tribunal administratif et l'annulation du permis de construire sont désormais acquis.

Démontage en 2020
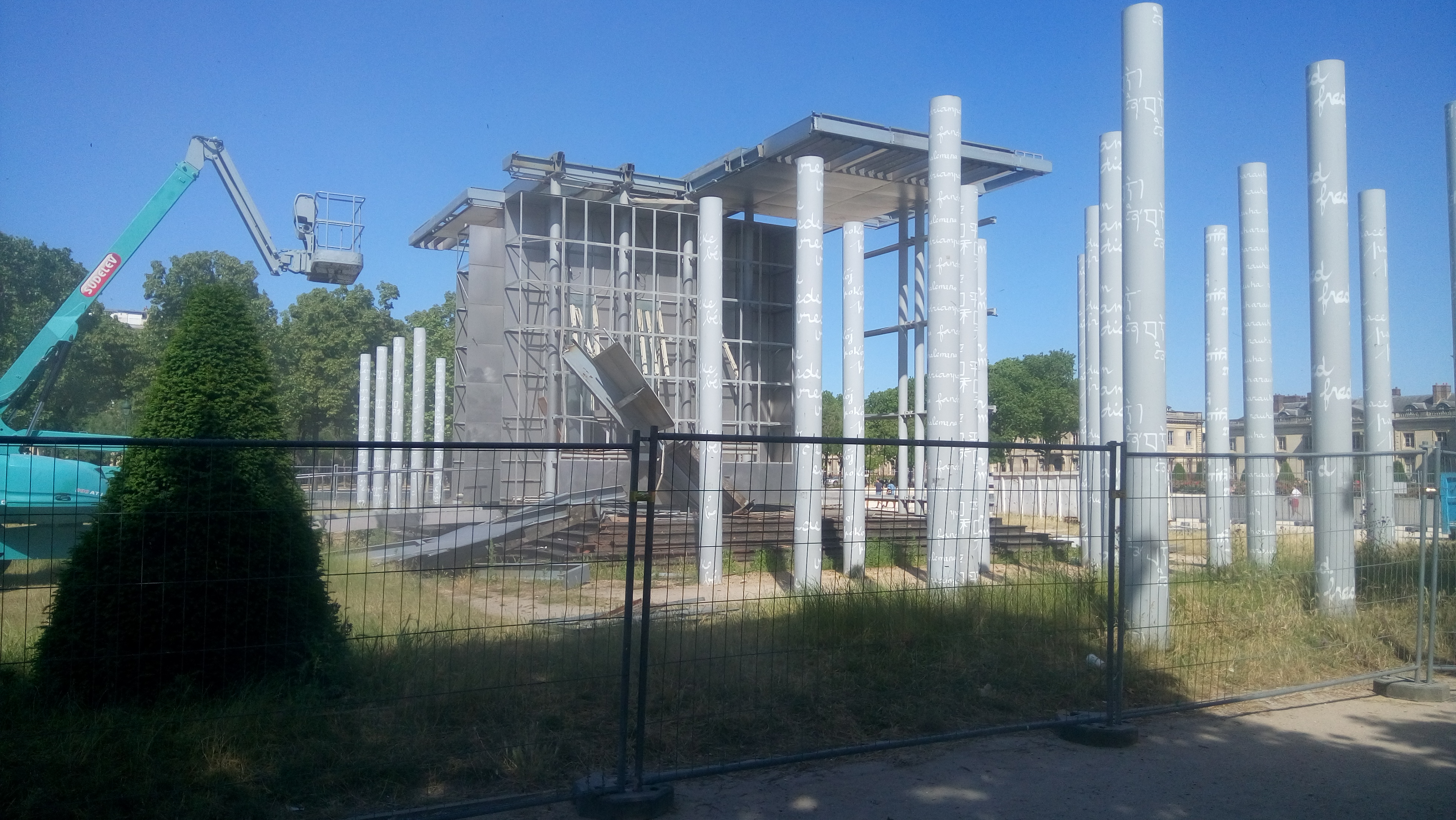
Le 1er juin, démontage en cours.
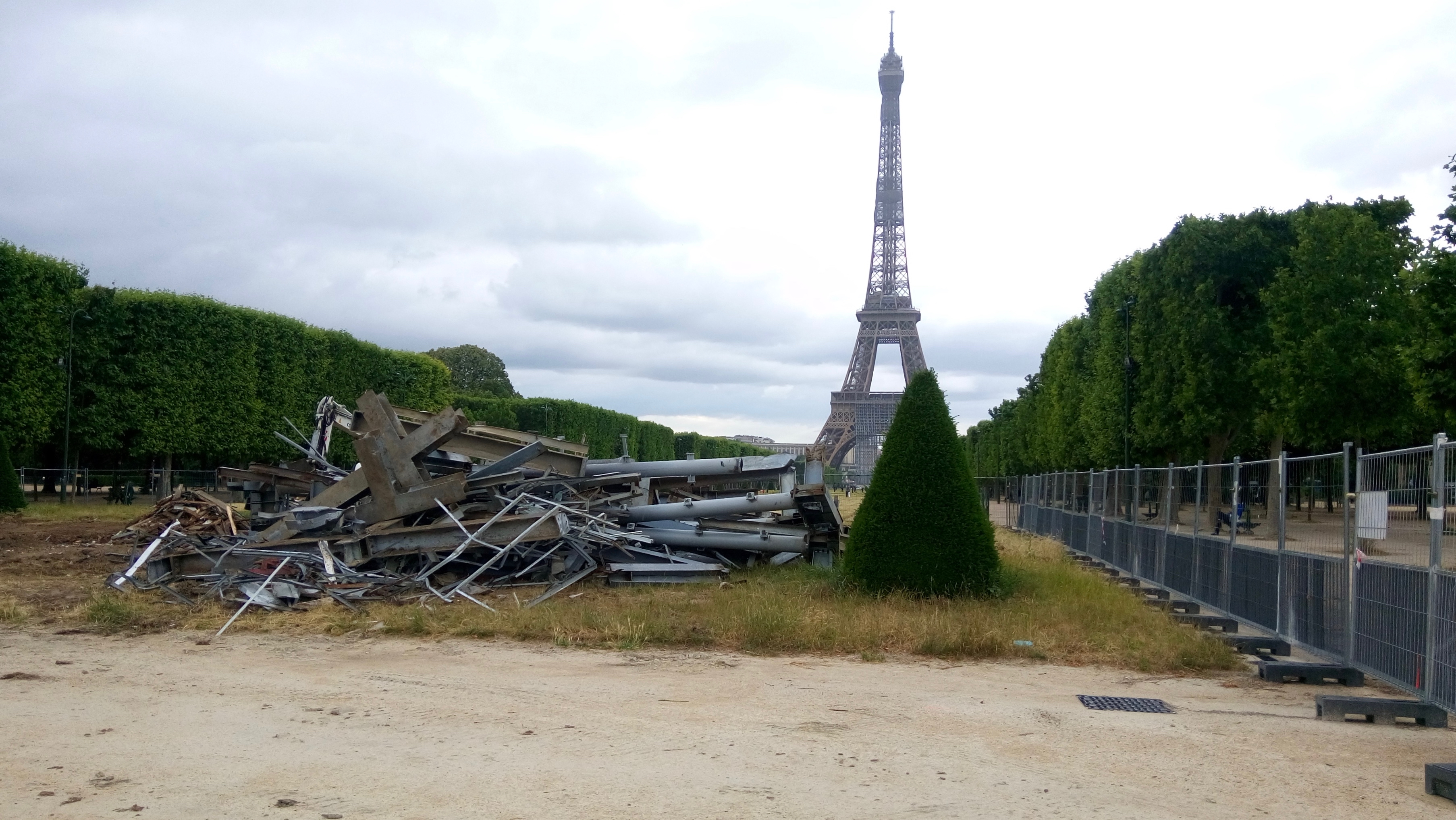
Le 8 juin, les débris du mur.
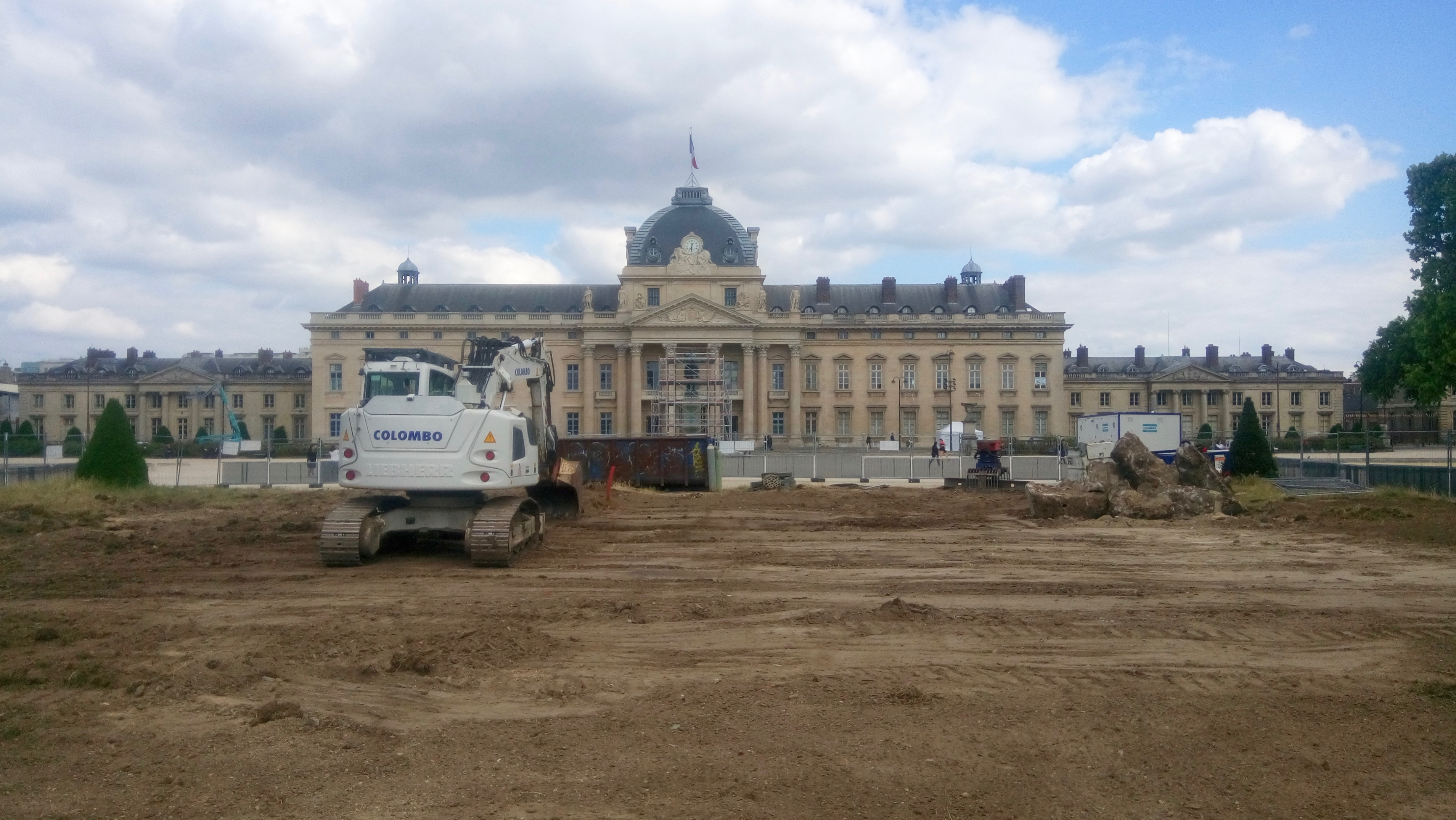
Le 9 juin, l’emplacement du mur après sa destruction.

## Langues et inscriptions
Cette page contient des caractères spéciaux ou non latins. S’ils s’affichent mal (▯, ?, etc.), consultez la page d’aide Unicode.

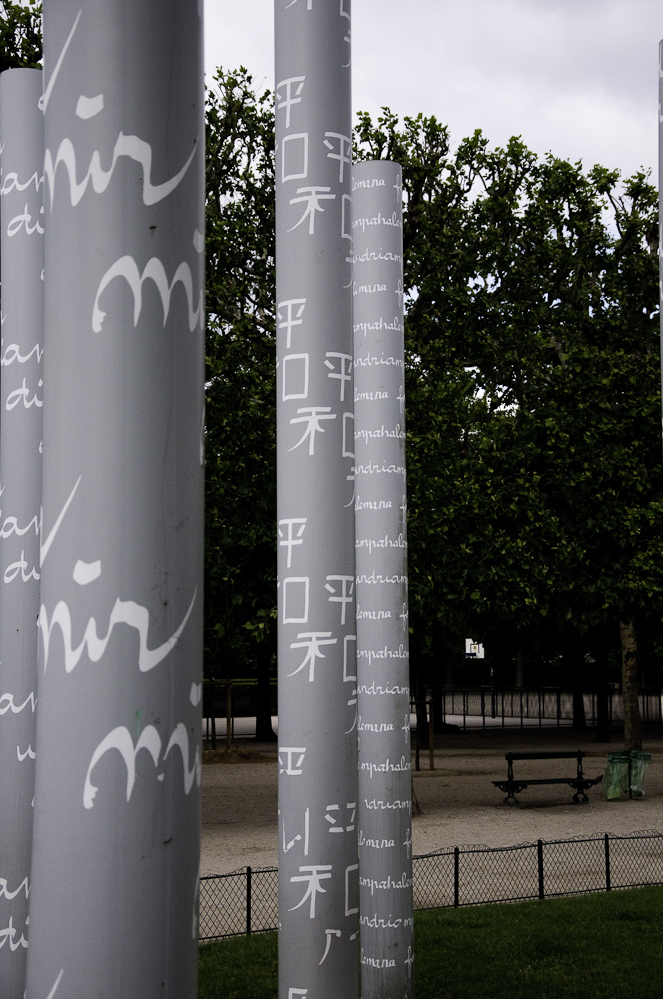
Détail d'inscriptions, en 2010.

Les inscriptions portées sur le Mur pour la Paix sont les suivantes (44 des 49 langues et 18 alphabets)  :
| Langue             | Inscription |
| ------------------ | ----------- |
| albanais           | paqja       |
| allemand           | Frieden     |
| anglais            | peace       |
| arabe              | سلام        |
| birman             | ငြိမ်းချမ်းရေး       |
| braille (français) | ⠏⠁⠊⠭        |
| chinois            | 和平        |
| coréen             | 평화        |
| danois             | fred        |

| Langue             | Inscription |
| ------------------ | ----------- |
| espagnol portugais | paz         |
| estonien           | rahu        |
| finnois            | rauha       |
| français           | paix        |
| grec               | ειρήνη      |
| hébreu             | שלום        |
| hindi              | शांति          |
| hongrois           | béke        |
| inuktitut          | ᓴᐃᒪᓂᖅ       |

| Langue          | Inscription |
| --------------- | ----------- |
| farsi           | صلح         |
| indonésien      | perdamain   |
| italien roumain | pace        |
| ivoirien        | ahoudjo hé  |
| japonais        | 平和        |
| kazakh          | Бейбітшілік |
| khmer           | សន្តិភាព       |
| letton          | miers       |
| lituanien       | taika       |

| Langue      | Inscription |
| ----------- | ----------- |
| malais      | aman damai  |
| malgache    | fandriam    |
| néerlandais | vrede       |
| ourdou      | امن         |
| ouzbek      | tinchlik    |
| philippin   | kapayapaan  |
| polonais    | pokój       |
| russe       | мир         |
| tadjik      | сулҳ        |

| Langue     | Inscription |
| ---------- | ----------- |
| thaï       | สันติภาพ      |
| tatar      | Тынычлык    |
| tchouktch  |             |
| tibétain   | ཞི་བདེ།       |
| turc       | barış       |
| suédois    | fred        |
| vietnamien | hòa bình    |
| wolof      | diam        |